# Dr. Beat
Dr. Beat is een nummer van de Amerikaanse band Miami Sound Machine, geleid door Gloria Estefan. Het is de eerste single van hun achtste studioalbum Eyes of Innocence uit 1984. Op 9 augustus van dat jaar werd het nummer wereldwijd op single uitgebracht.

## Achtergrond
"Dr. Beat" was het eerste Engelstalige nummer van de Miami Sound Machine, en betekende ook meteen de internationale doorbraak voor de band. Hoewel de plaat  flopte in thuisland de Verenigde Staten, werd het in Europa, Oceanië en Zuid-Afrika wel een grote hit. 
In Nederland werd de plaat veelvuldig gedraaid op de nationale radio en werd een gigantische hit in de destijds drie hitlijsten. De plaat bereikte in zowel de Nederlandse Top 40 als de TROS Top 50 de 3e positie. In de Nationale Hitparade werd de 6e positie bereikt en in de Europese hitlijst op Hilversum 3, de TROS Europarade, werd de 10e positie bereikt.
In België bereikte de plaat de 3e positie in zowel de voorloper van de Vlaamse Ultratop 50 als de Vlaamse Radio 2 Top 30.
In 2005 verwerkte de Schotse dj Mylo het nummer in zijn hit "Doctor Pressure", wat een mashup was van zijn eigen nummer "Drop the Pressure" en "Dr. Beat".

## NPO Radio 2 Top 2000
| Nummer met noteringen in de NPO Radio 2 Top 2000 | '99  | '00  | '01  |
| ------------------------------------------------ | ---- | ---- | ---- |
| Dr. Beat                                         | 1385 | 1709 | 1800 |

1. ↑  Een vetgedrukt getal geeft de hoogste notering aan.
2. ↑  Deze tabel is bijgewerkt tot en met de laatste editie (2024).